# Pawłowice Kopana
Pawłowice Kopana (prononciation : [pavwɔˈvit͡sɛ kɔˈpana]) est un village polonais de la gmina de Tarczyn dans le powiat de Piaseczno de la voïvodie de Mazovie dans le centre-est de la Pologne.
Il se situe à environ 6 kilomètres au sud de Tarczyn (siège de la gmina), 19 kilomètres au sud-ouest de Piaseczno (siège du powiat) et à 34 kilomètres au sud est de Varsovie (capitale de la Pologne).

## Histoire
De 1975 à 1998, le village appartenait administrativement à la voïvodie de Varsovie.